# Ползело
Ползело (словен. Polzelo) — поселення в общині Велике Лаще, Осреднєсловенський регіон, Словенія. 
Висота над рівнем моря: 516,5 м.